# Ca' Giustinian
Ca' Giustinian è un palazzo di Venezia, ubicato nel sestiere di San Marco e affacciato sul Canal Grande.

## Storia

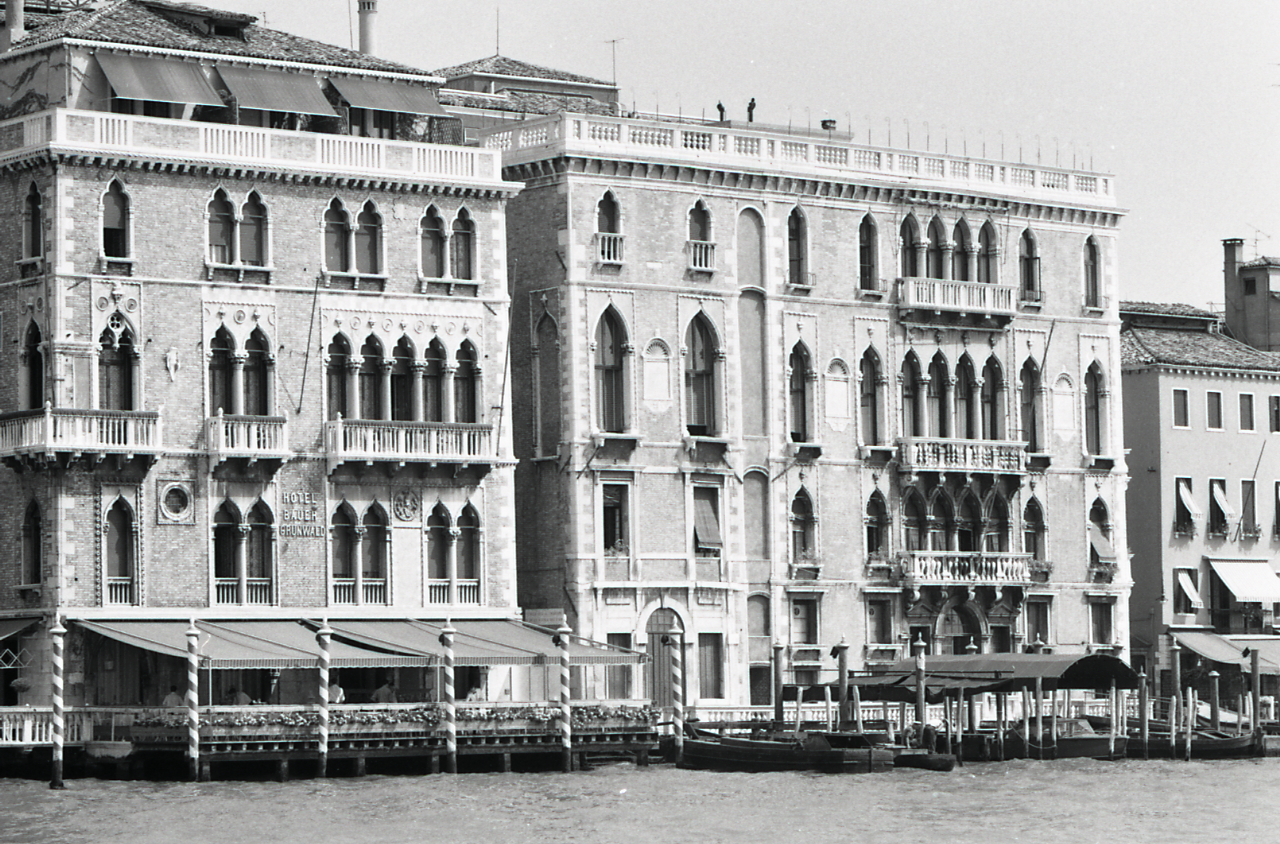
Il palazzo nel 1969 visto dal Canal Grande, in una foto di Paolo Monti. A sinistra Palazzo Bauer.

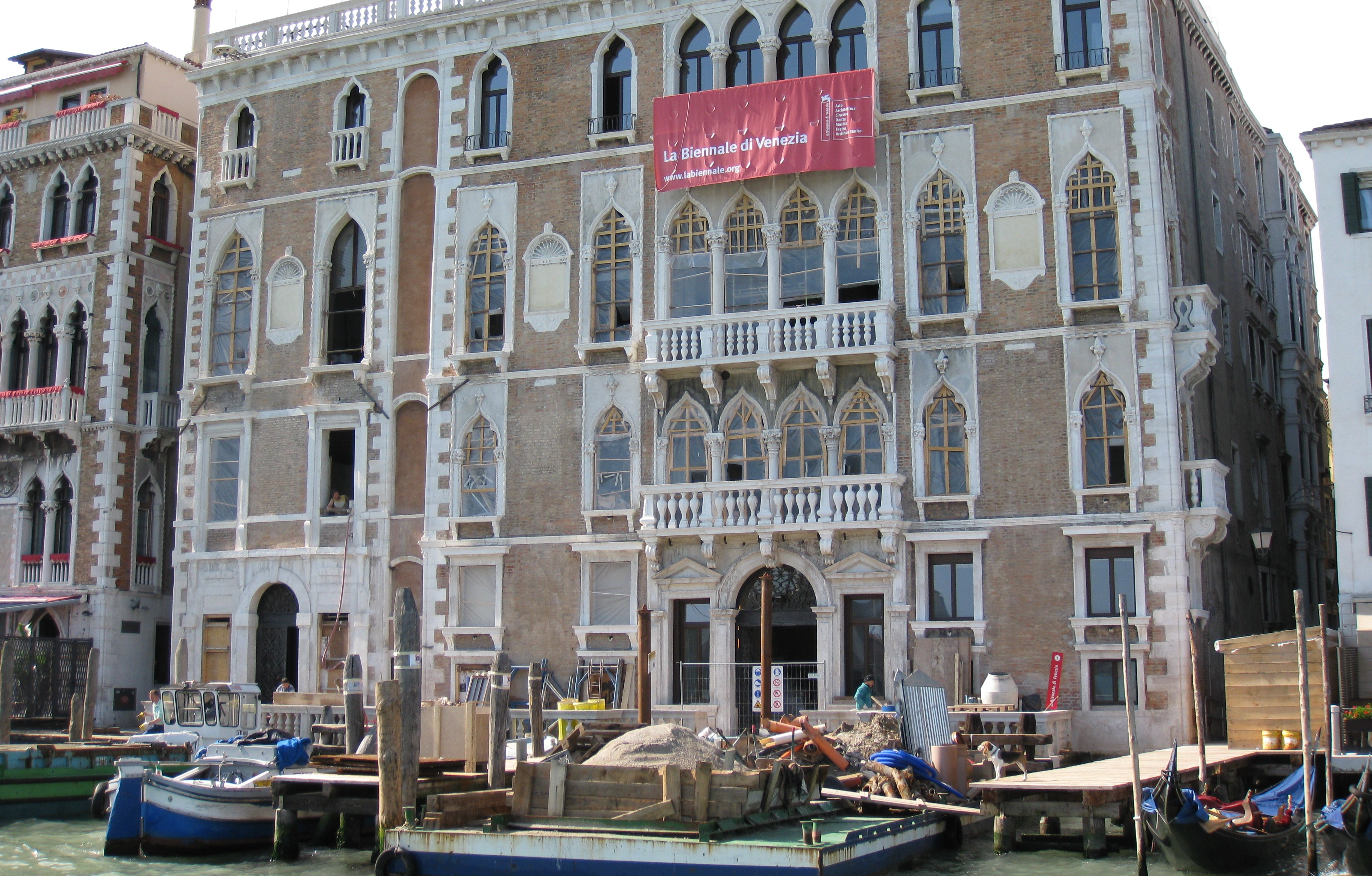
Il palazzo durante il restauro del 2009

Il palazzo fu edificato su commissione dei Giustinian, tra le più illustri famiglie del patriziato veneziano, nella seconda metà del XV secolo, in luogo di un edificio preesistente, nel quale era vissuto nella prima metà del secolo Lorenzo Giustinian, primo patriarca di Venezia.
Passò nel Seicento ai Morosini, fino al 1820, quando il palazzo fu trasformato nell'Albergo all'Europa, nel quale furono ospitati, tra gli altri, Théophile Gautier, Marcel Proust e Giuseppe Verdi.
Il 19 ottobre 1866, in una stanza dell'albergo Europa, il generale plenipotenziario francese Edmond Le Bœuf firmò l'atto formale di cessione del Veneto, preludio al plebiscito del Veneto del 21-22 ottobre successivo.
Dopo essere stato acquistato dal comune, il palazzo ha beneficiato di un restauro integrale e oggi ospita gli uffici della Biennale di Venezia.

## Descrizione
La grande facciata di Palazzo Giustinian si compone di quattro piani divisi da cornici marcapiano, in stile gotico.
La parte principale del palazzo è stata collegata, attraverso il riempimento di una calle nel tardo Quattrocento, a un edificio alla sua sinistra: da allora le due strutture ne costituiscono un'unica.
La maggior parte delle aperture, perlopiù ogivali, sono monofore inquadrate in cornici lapidee bianche sulla superficie in laterizio.
Si distinguono quelle del settore centrale: al piano terra un portale a tutto sesto a cui sono appaiate due monofore timpanate; ad esso si sovrappongono ai due piani nobili e all'ultimo piano, di epoca successiva, tre livelli di quadrifore, tutte dotate di balaustre sporgenti.
Da notare, al pian terreno dell'edificio integrato sulla sinistra, la presenza di una serliana.
La sommità della facciata, percorsa da cornicione dentellato, è terminata da una lunga balaustra che chiude una terrazza con vista sull'ultimo tratto del Canal Grande, su Punta della Dogana e sul bacino di San Marco.